# Elatha
Elatha ['elaθa], auch Elada oder Eladu, ist eine Figur der keltischen Mythologie Irlands. Er trägt das Patronym (Vaternamen) mac Dé Domnann [mak dʼe 'dovnaN] („Sohn des Gottes Domnu“) und wird außerdem día Domnand („Gott des Domnu“) genannt.
Im Lebor Gabala Eirenn ist Elatha ein Sohn des Delbaeth und ein König der Fomori. In der Vorgeschichte zur zweiten Schlacht von Mag Tuireadh wird erzählt, wie er Eriu als die Verkörperung des Landes Irland beischläft und mit ihr den Knaben Bress zeugt. Elatha gilt außerdem noch als Vater Ogmas und des Dagda.
Als sein Sohn Bress trotz der Fomori-Abstammung zum König der Tuatha de Danaan gewählt wird, gibt es bald Widerstand gegen ihn und Bress wird durch Glám dícenn (magische Verfluchung, Satire) von Coirpre aus dem Amt vertrieben. In der Schlacht wird Elatha dann von Nuada verwundet und von Lugh getötet.